# تهاجم علیه شرق اوکراین
تهاجم علیه شرق اوکراین یک صحنه عملیاتی در حال انجام در تهاجم روسیه به اوکراین در سال ۲۰۲۲ برای کنترل شرق اوکراین است.

## ۲۴ فوریه

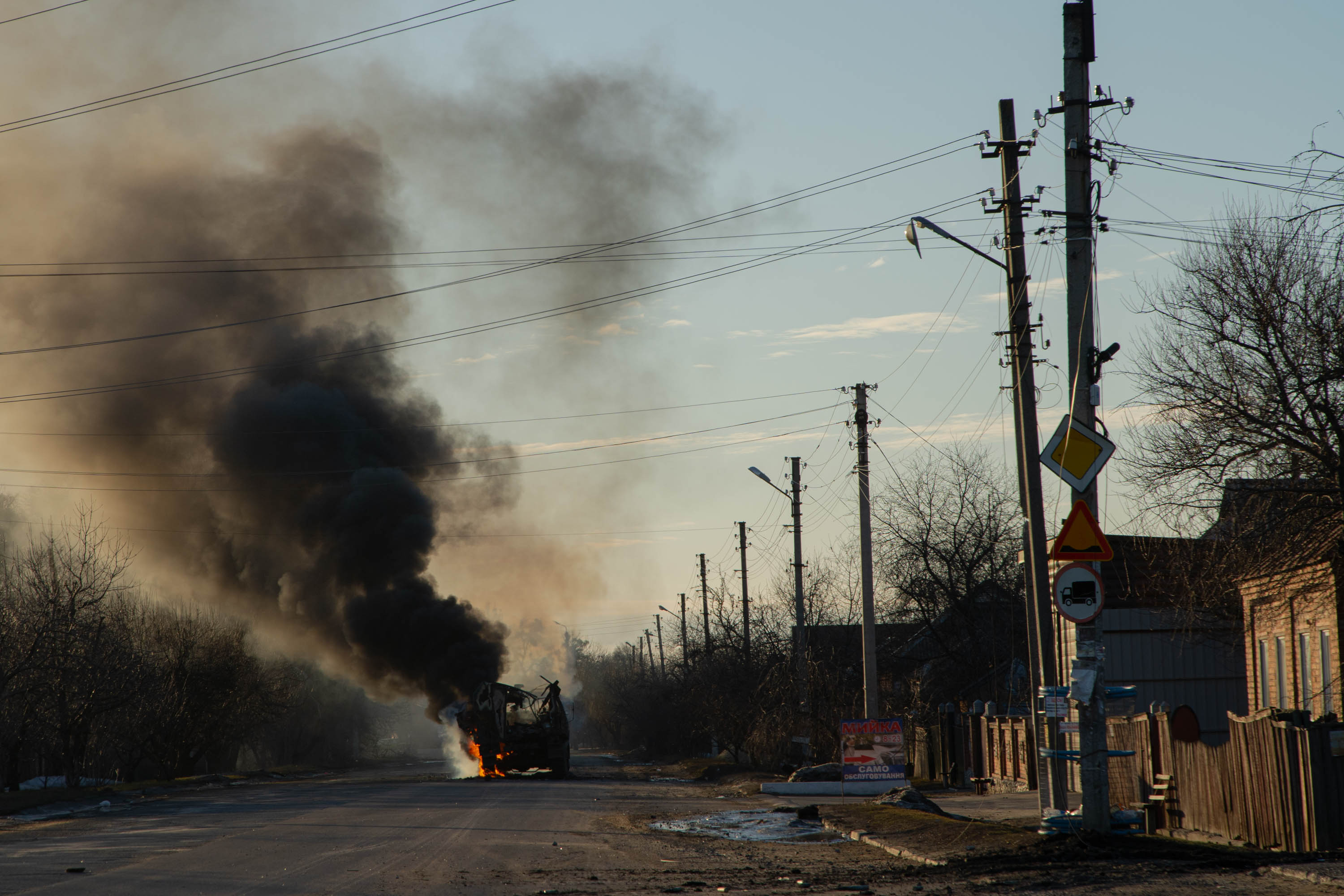
اتوبوسی در آتش. جاده خارکیف به کی‌یف. ۲۴ فوریه.

پس از اینکه ولادیمیر پوتین، رئیس‌جمهور روسیه، دستور تهاجم نظامی به اوکراین را اعلام کرد، نیروهای روس از مرز روسیه و اوکراین گذشته و به سمت خارکیف پیشروی کردند. این حمله با مقاومت نیروهای اوکراینی روبرو شد و بدین ترتیب نبرد خارکیف آغاز شد.
در همین حال، در کونوتوپ، نیروهای روسی که از شمال شرق پیشروی می‌کردند، گِرد شهر را گرفته و آن را در محاصره قرار داده بودند.
در سومی، نبرد در حومه شهر حدود ساعت ۳:۰۰ صبح آغاز شد، نبرد سومی بین اوکراینی‌ها و روس‌ها در طول روز و تا عصر ادامه داشت.
در ساعت ۷:۳۰ صبح، نبرد در اوختیرکا آغاز شد و با ایستادگی شدید نیروهای اوکراینی روس‌ها از منطقه عقب‌نشینی کردند.

## ۲۵ فوریه
در ساعت ۱:۳۹ بامداد گزارش شد که نیروهای روسی از شهر سومی عقب‌نشینی کرده‌اند. درگیری‌های شدید در حومه شمالی خارکیف ادامه یافت.
در صبح روز ۲۵ فوریه، نیروهای روسی از جمهوری خلق دونتسک به سمت ماریوپول پیشروی کردند. آنها با نیروهای اوکراینی در پاویلوپیل مقابله کردند. اگرچه اوکراینی‌ها پیروز شدند و حداقل ۲۰ تانک روسی را در این درگیری نابود کردند، در شب، نیروی دریایی روسیه یک حمله آبی‌خاکی را در ۷۰ کیلومتری ماریوپول، از دریای آزوف آغاز کرد.
در استاروبیلسک، نیروهای مسلح اوکراین یگانی از سربازان روسی که قصد عبور از رودخانه آیدار را در نبرد استاروبیلسک داشتند، منهدم کردند.
در اوختیرکا، موشک‌های BM-27 اوراگان به مدرسه‌ای در شهر اصابت کرد که منجر به کشته شدن یک نگهبان و زخمی شدن شمار نامعلومی از کودکان و یک آموزگار شد. اما نیروهای اوکراینی ایستادگی شدیدی کردند و روس‌ها عقب‌نشینی کردند.

## ۲۶ فوریه
اوله سینیهوبوف، فرماندار استان خارکیف گفت که خارکیف هنوز تحت کنترل اوکراین است. وی همچنین در این شهر منع رفت و آمد اعلام کرد.
در سومی درگیری دوباره آغاز شد. روس‌ها موفق شدند نیمی از شهر را در طول روز تصرف کنند، اما تا شب، اوکراینی‌ها مهاجمان را از شهر پس‌راندند. کشته شدن ۳ غیرنظامی در سومی گزارش شده‌است.
نیروهای روسی در طول روز به بمباران ماریوپل با توپخانه ادامه دادند طبق گفته گروه اطلاعاتی روچان، نیروهای روسی در غرب سومی تا شب بیشتر به سمت غرب پیشروی کرده و ظاهراً تا ۱۵۰ کیلومتر (۹۳ مایل) کی‌یف رسیدند

## ۲۷ فوریه
پگاه در خارکیف، یک خط لوله گاز توسط نیروهای روسیه منهدم شد. صبح همان روز نیروهای روسی وارد شهر شدند. صدای انفجار نیز شنیده شد. ایگور کوناشنکوف، وزیر دفاع روسیه اعلام کرد که «هنگ ۳۰۲ موشکی ضدهوایی نیروهای مسلح اوکراین، مجهز به سامانه‌های پدافند هوایی Buk M-1، داوطلبانه سلاح‌های خود را زمین گذاشته و تسلیم شده‌است.» ادعایی که توسط مقامات اوکراینی نادرست تلقی می‌شود. یک مشاور ارشد در اوکراین گزارش داد که نیمی از خودروهای روسی وارد شده به خارکف توسط ارتش اوکراین منهدم شده‌است.
بامداد روز ۲۷ فوریه، گزارش شد که یک ستون تانک روسی به سرعت از جمهوری خلق دونتسک به سمت ماریوپل پیشروی کرد، اما نیروهای اوکراینی از حمله جلوگیری کردند. ۶ سرباز روسی اسیر شدند.
شماری از خودروهای روسی از شرق به سمت سومی پیشروی کردند. به یک خودروی غیرنظامی حامل بزرگسالان و کودکان تیراندازی شد و یک زن کشته شد.
تا بعدازظهر، مقامات اوکراینی از جمله سینیهوبوف، فرماندار منطقه، گفتند که خارکیف پس از درگیری شدید همچنان تحت کنترل اوکراین است. هنادی ماتسگورا، شهردار کوپیانسک، با واگذاری کنترل شهر به نیروهای روسی موافقت کرد و نیروهای اوکراینی را متهم کرد که با شروع تهاجم شهر را ترک کرده‌اند. ماتسگورا بعداً توسط دادستان کل اوکراین، ایرینا وندیکتوا، به خیانت متهم شد.
سرهی هایدای، فرماندار استان لوهانسک، اظهار داشت که استانیتسیا لوهانسکا و اشچاستیا به تصرف نیروهای روس درآمده است. این دو شهرک عملاً طی گلوله‌باران روس‌ها تخریب شده بود. پاولو کیریلنکو فرماندار استان دونتسک نیز روس‌ها را به تخریب وولنوواخا متهم کرد.

## ۱ مارس
به گفته دیمیترو ژیویتسکی، فرماندار استان سومی، در ۱ مارس، بیش از ۷۰ سرباز اوکراینی پس از گلوله‌باران روسیه به پایگاه نظامی در اوختیرکا کشته شدند.